# VLEGA Gaucho
El Vehículo Liviano de Empleo General Aerotransportable (VLEGA) Gaucho es un vehículo militar desarrollado por los ejércitos de Argentina y Brasil en la década del 2000.
En un principio el proyecto fue abandonado por Brasil, en desacuerdo con algunas soluciones de ingeniería argentinas y para no competir con sus Agrale Marruá. El gobierno de Argentina finalmente lo canceló en 2017 por la decisión de comprar los Polaris RZR de origen estadounidense.

## Desarrollo

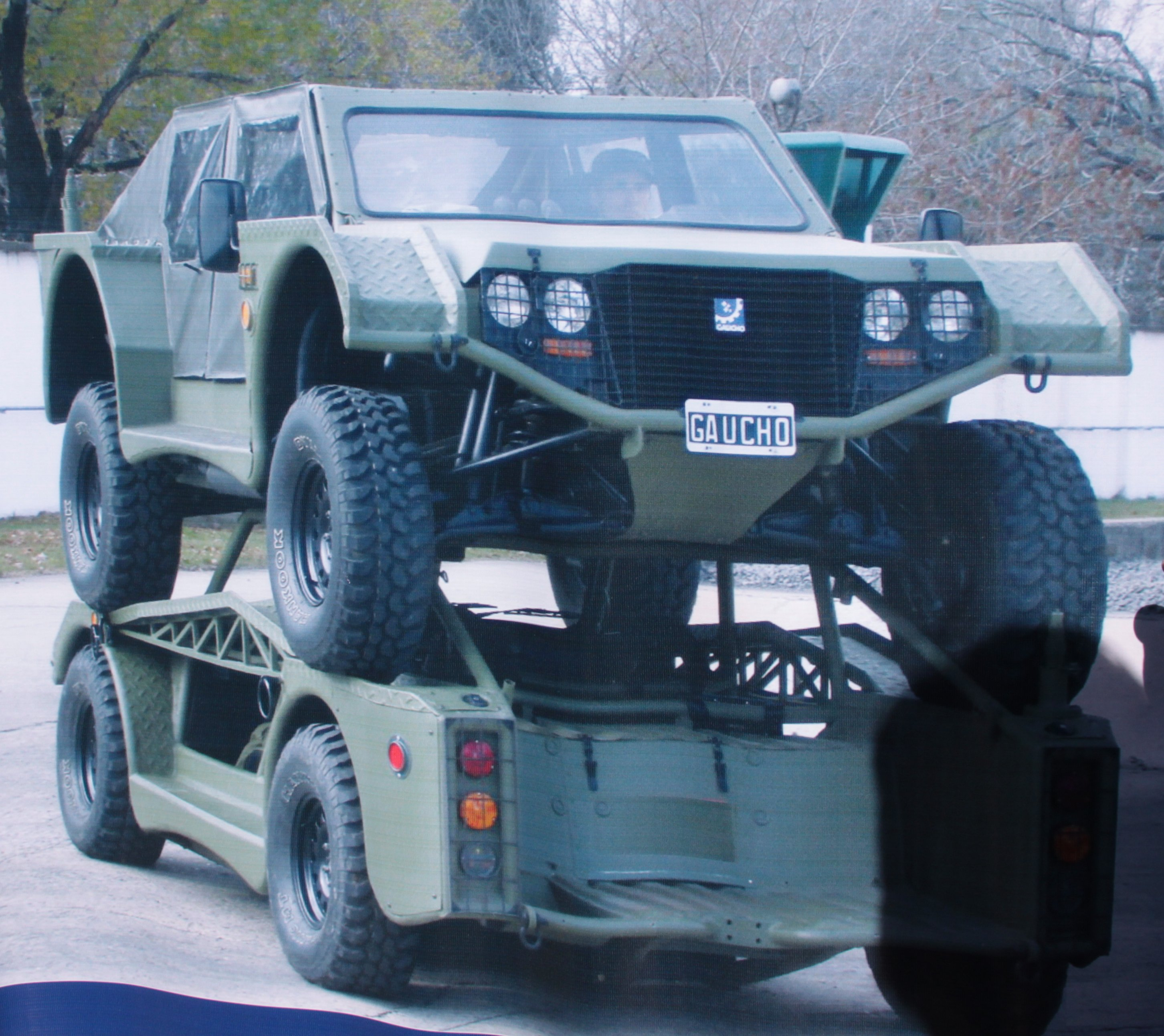
Gauchos apilados.

El proyecto se inició en abril de 2004 cuando ingenieros de los ejércitos argentino y brasileño reunidos en Río de Janeiro definieron las características y premisas a las que debería responder el vehículo, incluyendo versatilidad, sencillez constructiva (sobre todo una alta integración regional de sus autopartes, a fin de reducir los costos de producción y mantenimiento) y que sea apilable para poder ser transportado en un número de seis unidades en un avión de transporte C-130 Hercules u otro similar.
El 65% de las partes iban a provenir de Argentina y Brasil proveería el motor MWM que usa el Agrale Marruá.
La puesta en producción se iniciaría en mayo de 2006 en las instalaciones del Batallón de Arsenales 601 de Boulogne Sur Mer (Argentina), cuya capacidad de producción alcanzaba las 100-120 unidades anuales a un ritmo de diez mensuales. La primera pre-serie de cuatro vehículos estuvo concluida en 2007 al mismo tiempo que se inauguró la planta de montaje con ocho puestos de ensamblaje. Por ende, únicamente se produciría en la Argentina.
Se lograron mejoras en la reducción del peso de 600 a 545 kilogramos mediante la re-ingeniería de las chapas y algunos caños estructurales. En el desarrollo intervinieron también los proveedores autopartistas privados, además de institutos públicos como el Instituto Nacional de Tecnología Industrial, con quien se trabajó en la optimización del sistema de admisión sobre todo en la traza de los ductos y la reubicación de la toma de aire. 
Los proveedores particulares produjeron en serie los amortiguadores, las porta-mazas, la línea cardánica, el diferencial, el sistema de refrigeración y la instalación eléctrica. En 2008 se presentó una cuarta pre-serie de 25 unidades.
En junio de 2005 Argentina envió a Brasil un vehículo para ser evaluado, los brasileños lo rechazaron por tener muchos defectos, inclinándose por su desarrollo propio: el Chivunk.
En 2015 se le rediseñó la parrilla para evitar problemas legales con una terminal automotriz.
Finalmente el Ejército Argentino destinó a sus Gauchos a unidades de caballería de exploración y no para aerotransportadas como se planteó inicialmente, para ello se adquirieron Polaris MRZR-4.

## Especificaciones
Se construyeron versiones de ambulancia, vigilancia y exploración equipado con un radar Rasit (desarrollo en conjunto con el INVAP de Argentina) y una con un kit de blindaje contra armas livianas y anti-esquirlas con refuerzos en el techo, piso, laterales, parabrisas y tanques de combustible para protección de los ocupantes.

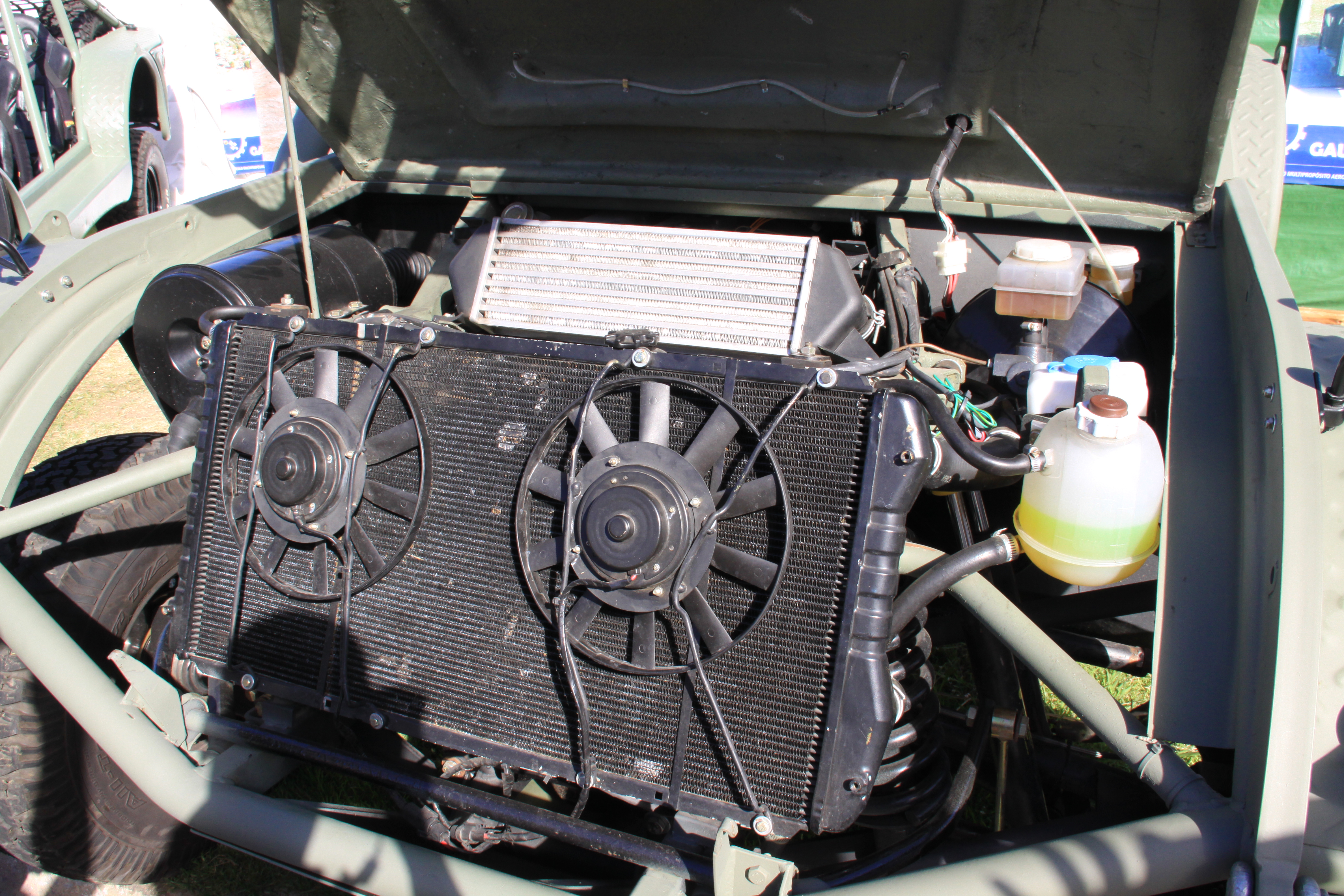
Motor
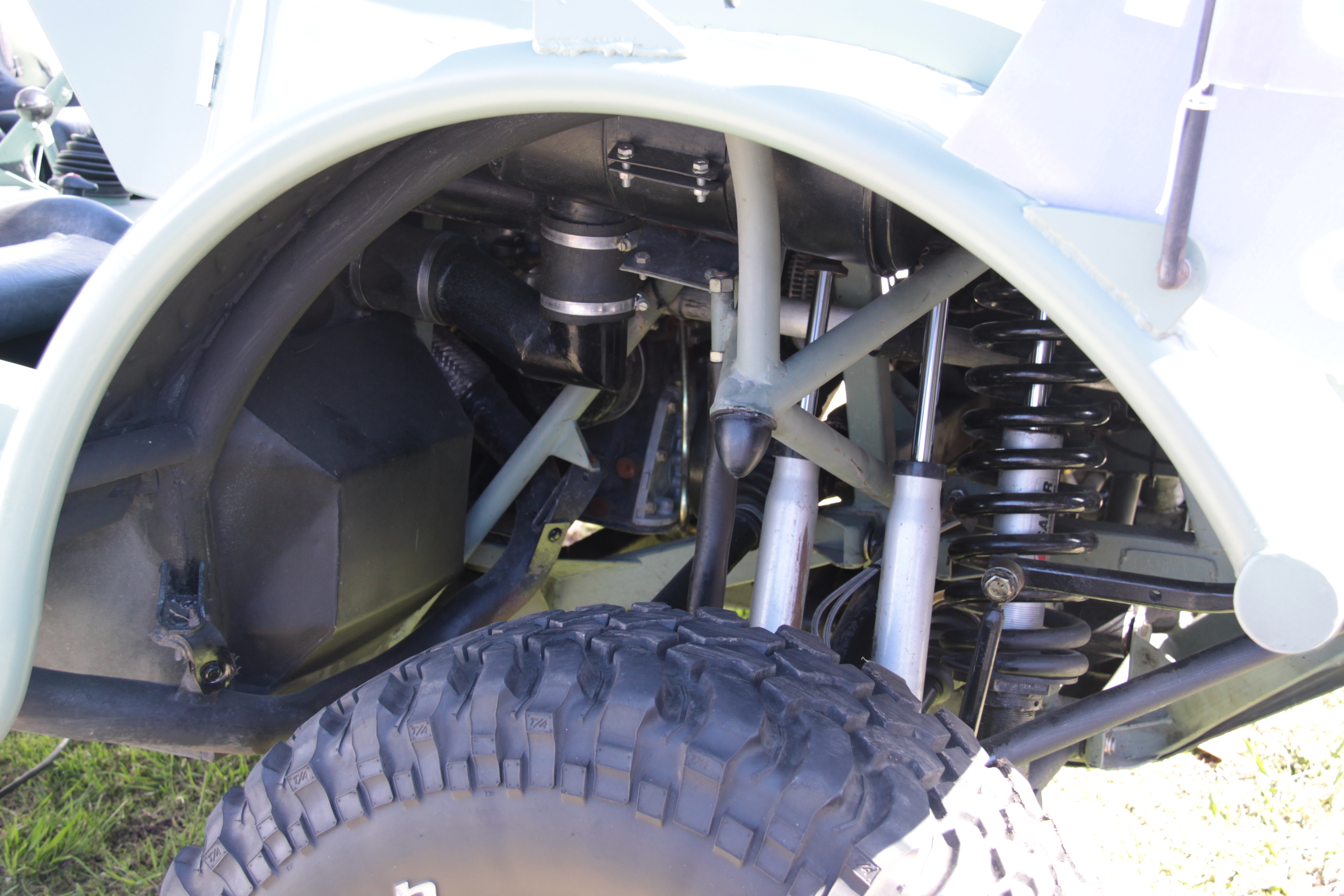
Suspensión trasera
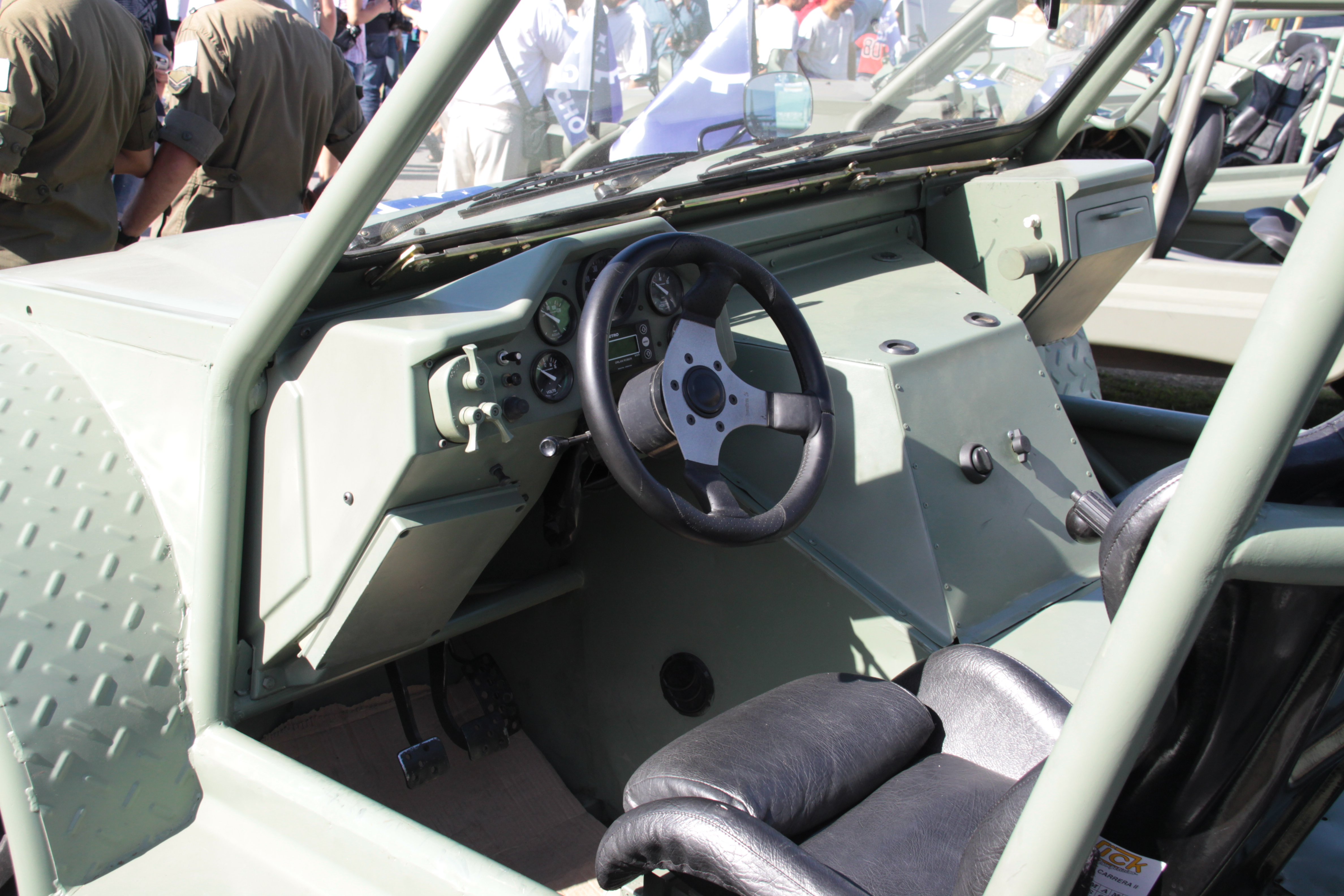
Tablero
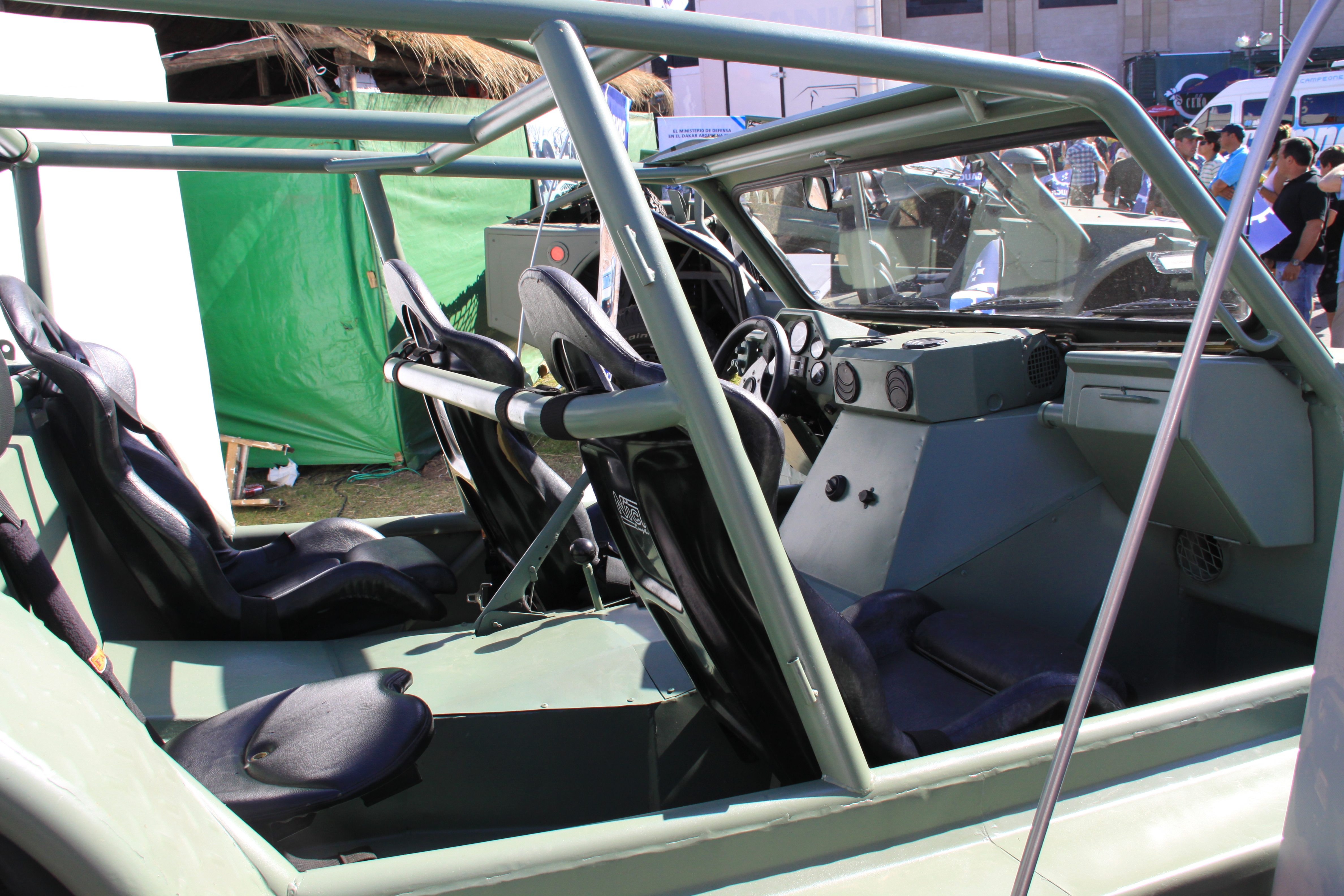
Interior
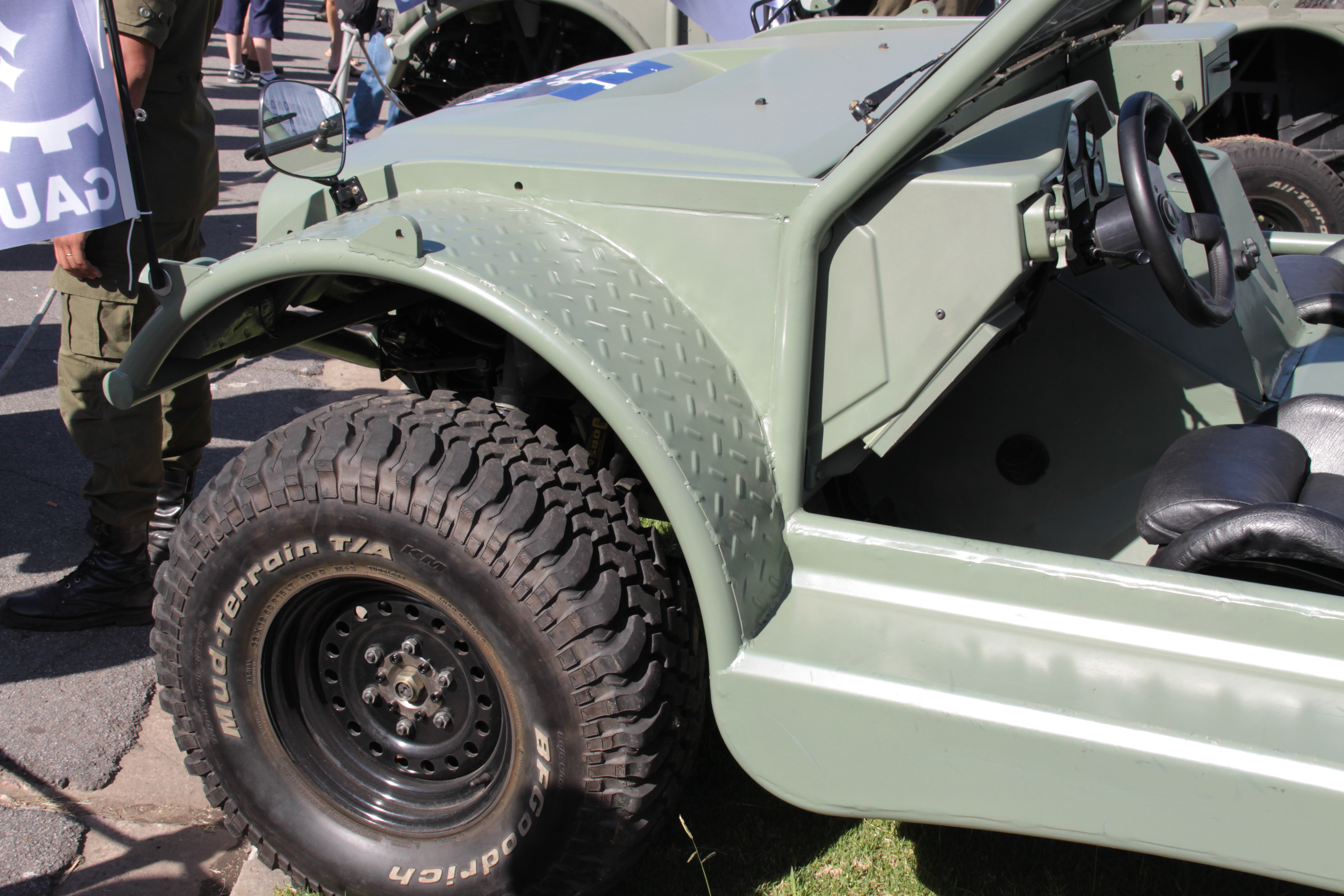
Rueda delantera

- Motor: MWM diésel de 4 cilindros.
  - Potencia: 130 HP (a 3600 rpm)
  - Torque: 339 Nm (a 1800 rpm)
  - Cilindrada: 2800 cm³
- Autonomía: 500 km (mínimo)
- Dimensiones: 4,14 m x 2,16 m x 1,67 m
- Frenos: a disco en las 4 ruedas
- Neumáticos: 33 x 12,5 R 15
- Bloqueo de diferencial: mecánico, en diferencial trasero
- Armamento: Ametralladora de 7,62 mm o 12,7 mm
- Suspensión: independiente en las 4 ruedas
- Tracción: 4×4 alta / 4×4 baja y 4×2
- Velocidad máxima: 120 km/h
- Trepada longitudinal: 60% (31.º)
- Trepada lateral: 40% (22º)
- Vadeo: 70 cm máximo
- Obstáculo vertical: 35 cm máximo
- Peso en vacío: 2100 kg
- Carga: 500 kg máximo